# Gouvernorat de Coquibacoa
1501–1502
Entités précédentes :
- Tierra Firme

La Gouvernorat de Coquibacoa (en espagnol : « Gobernación de Coquibacoa ou Coquivacoa ou Cunquivacoa, ») était une province espagnole éphémère pendant le XVIe siècle.

## Histoire
Le 18 mai 1499, Alonso de Ojeda, qui a participé au second voyage de Christophe Colomb aux Indes, reçoit l'autorisation de la part des Rois Catholiques d'effectuer une expédition en association avec les navigateurs Juan de la Cosa et Amerigo Vespucci. Ce premier voyage, auquel participa également le géographe Martín Fernández de Enciso, fut effectué sans l’autorisation de Colomb, alors Vice-roi des Indes.
Après s'être séparé de Vespucci qui se dirigeait vers le Brésil, Ojeda a parcouru la côte sud-américaine de l'embouchure du Essequibo jusqu'à la péninsule de Guajira, qu'il nomma l'île de Coquibacoa sans savoir qu'il s'agissait en réalité d'une péninsule. Il s'est ensuite rendu à Hispaniola où il est froidement reçu Colomb, avant de retourner en Espagne.
Le 18 juin 1501, Ojeda est nommé gouverneur de Coquibacoa, sur les territoires découverts lors du précédent voyage. Il obtint le droit de fonder une colonie sur ce territoire, bien qu'il fût interdit de se rendre dans le golfe de Paria, découvert par Colomb lors de son troisième voyage en 1498. La limite territoriale du gouvernorat fait l'objet de controverses, certains les fixent du cap de la Vela au cap Chichiriviche, mais d'autres soulignent qu'il n'y avait pas de limite précise, mais était soumis aux découvertes faites.
Pour son deuxième voyage, Ojeda était associé aux marchands sévillans Juan de Vergara et Garcia de Campos, qui ont pu affréter quatre caravelles. Partis en janvier 1502, il suivit le même itinéraire que lors de son premier voyage, mais sans se rendre dans le golfe de Paria et atteignit l'île de Margarita, où il tenta d'obtenir de l'or et des perles des Indiens par différentes méthodes. Il a ensuite parcouru les côtes vénézuéliennes de Curiana (dans le secteur ouest de l'état actuel de Falcón) à la péninsule de Paraguaná et a fondé le 3 mai une colonie de la péninsule de Guajira, de la baie de Honda et de la lagune de Cocinetas (près des Castilletes actuelles), qu’il a appelée Santa Cruz, qui est devenue la première ville espagnole du territoire continental sud-américain, avec son hôtel de ville et sa forteresse. Trois mois plus tard la colonie est abandonnée par la population en raison de conflits avec les populations autochtones et de conflits entre les Espagnols. Vergara et Campos obligèrent Ojeda récupérer le petit butin collecté et à quitter la ville avec les colons.
Ojeda rentra par la suite en Espagne. Il organise en 1509 sa troisième et dernière expédition. Il prend possession du territoire de Nouvelle-Andalousie, près du golfe d'Urabá, et fonde la colonie de San Sebastián de Urabá qui est également abandonné huit mois après. Face au nouvel échec, il rentre à Hispaniola et laisse le commandement au jeune Francisco Pizarro.